# أليسون كالدر
أليسون كالدر هي كاتِبة وشاعرة كندية، ولدت في 1969.